# Il castello di Natale
Il castello di Natale (Christmas at the Chateau) è un film del 2019 diretto da Jason Hudson.

## Trama
Brooke deve affrontare le festività natalizie senza potersi recare nel castello di famiglia che ora è stato trasformato in un bed & breakfast. Dopo che si è innamorata di un misterioso uomo e proprietario di libri, la donna scopre che lo stesso è un affarista che sta cercando di comprare il castello.

## Distribuzione
Il film è stato distribuito sulla piattaforma Amazon Prime Video il 05 dicembre 2022.